# 路易斯·凡林特
路易斯·凡林特是一位比利时画家，他1909 年12 月26 日生于布鲁塞尔，并于1986 年12 月27 日死于该市。在比利时，他是抒情抽象派画风的杰出代表。

## 个人传记
路易斯·克利姆斯·凡林特出生于布鲁塞尔，父亲是佛兰德人，母亲来自海诺特省。他很小就开始帮助家里打理小生意。1924年，他考入圣若斯-滕-诺德美术学院，在亨利·奥特韦尔与雅克·梅斯的指导下学习素描和油画，直至1937 方于该校毕业。除油画和素描之外，他还研究了雕塑与建筑学。他在青年时期的作品主要是描绘家庭生活，乡村居民和城市风景。路易斯创造的现实色彩风十分与众不同。
1934 年，路易斯·克利姆斯·凡林特娶了童年结识的女孩儿玛格丽特·路特。
1938 年的青年艺术展上路易斯·克利姆斯·凡林特首次亮相，并于1940年同加斯顿·伯特兰、安妮·博内一起创办了“自由之路”团体。1941至1948年间，他获得了多个奖项，并参与了许多画展，其中包括1942年在比利时皇家美术博物馆举办的第一次个人画展。他热衷于万物有灵论（人类价值观理念…），并和其他信徒一起加入阿波罗画廊。但在1943年，他的画作破碎的躯体表明他已从万物有灵论中解脱并释放自己。由此开始的一段时期内他的代表作有《西方世界的漫步者辛格》（1944年）和《士兵拉姆兹的历程》（1945年）。
1944至1945年，他作品的表现手法变得更为抽象（《自画像》，1944年）。1945年，他与安妮·博内及加斯顿·伯特兰合作创办了比利时青年画家社团，詹姆斯·恩索尔为名誉主席。社团的艺术家们致力于探寻新的绘画视觉，此社团持续至1949年。在1946年他的妻子生下了他们的独生女马汀娜。
在博兹尼的影响下，路易斯·克利姆斯·凡林特迅速转型为抒情抽象派（《红色交响曲》，1949年）。他还参加了CobraA 的团体活动（1948-1951年）。1952至1954年，他尝试使用几何抽象派画风（《都市生活》，1954年）。最终回归到自然的抒情派画风。路易斯在对自然的狂热中受到越来越多地启发，其中不仅包括天然物质，还有色彩的活力。（《野性之秋1》，1960年）。
1958年，所罗门古根海姆基金会授予他一个奖项，1960年，他当选比利时皇家学院的成员，其画作《马佐托·卢加诺》荣获国际奖项。1958至1973年间，他远航至许多国家（法国、希腊、葡萄牙、突尼斯、西班牙、意大利），这些经历都成为他作品的灵感来源。
20世纪60年代初，他结识了凯若弗画廊之主马塞尔·斯托，一位独具慧眼的收藏家。马塞尔·斯托不仅帮助路易斯提升艺术家的名誉，而且，马塞尔介绍他认识赫之，凡林特并帮助其俩结为好友。凡林特向赫之介绍了抽象艺术，并当了他一年的油画教授。
1974年，路易斯面临严重的健康问题。1977年，他在阿默利尔画廊举办了首个系列画展，以艺术史学家塞尔·格茵斯为首。
1981年，这些作品中的多数由卢森堡大公国众议院收藏。1982 年，他晋升为利奥波德高级长官，比利时参议院获得其宏伟佳作——《芭蕾与冲突》。路易斯·凡林特死于1986年12月27日，距他完成最后的画作《希望的曙光》仅有一个星期。

## 获得奖项
- 夜报奖（Le Soir），1941 年
- 流行艺术奖，布鲁塞尔（Bruxelles），1943 年
- 比利时自由学院皮卡德奖（Libre Académie de Belgique），1948 年
- 圣玛格利他紫玛瑙国际油画奖（圣玛格利他紫玛瑙），1950 年
- 比利时青年画家奖（La Jeune Peinture belge），1950 年
- 卢加诺绘画奖，1952 年
- 第二届明顿双年油画金奖（2e Biennale de peinture de Menton），1953 年
- 比利时艺术评论奖（critique d'art belge de Bruxelles），1954 年
- 古根海姆基金会奖，纽约，1958 年
- 艺术评论大奖（la critique d'art, Charleroi），1958 年
- 马佐托国际油画奖（Prix international de peinture Marzotto），卢加诺，1960年
- 比利时评论家奖（critique belge），1961 年
- 油画奖（Prix de peinture），Cagnes-sur-Mer，1971 年

## 艺术社团
- 自由之路（La Route libre），1939 年
- 贡献（Apport），1941 年
- 比利时青年画家（La Jeune Peinture belge），1945 年
- 团体空间（Groupe Espace），1952-54 年
- 比利时皇家学院（Académie royale de Belgique），1968 年

## 作品集
- 《疏忽》（L'écorché），1943 年。
- 《自画像》（Autoportrait），1944 年。
- 《小屋》（Cabines），1945 年。
- 《鸡舍》（Le Poulailler），1946 年。
- 《红色交响曲》（Symphonie en rouge），1949 年。
- 《沙特尔》，1950 年。
- 《潜水镜》（Mirror marin），1958 年。
- 《阳光海港》（Nieuport ensoleillé）。
- 《掘日者》（Soleil Revelateur），1968 年。
- 《芭蕾与冲突/海》（Ballet ou Conflit/La mer），1982 年。
- 《星芒卷积》，瓦隆艺术博物馆（Circonvolutions astrales, au Musée de l'art wallon），Liège。

## 博物馆展品
- 比利时皇家美术博物馆（Musées royaux des beaux-arts de Belgique）
- d'Ixelles 博物馆（Musée d'Ixelles），布鲁塞尔
- Voor Actuele Kunst（SMAK）市立博物馆，根特
- Voor Moderne Kunst（PMMK）博物馆，奥斯坦德
- Louvain-la-Neuve 博物馆（Musée de Louvain-la-Neuve）
- 现代与当代艺术博物馆（Musée d'art moderne et d'art contemporain），Liège
- 瓦隆艺术博物馆（Musée d'art wallon），Liège
- 安特卫普、布鲁克林、纽约（古根海姆）、匹兹堡（卡内基学院）及圣保罗博物馆的作品。

## 画展

### 个人画展
- 向路易斯·凡林特致敬，涉及二十世纪的艺术作品，Louvain-la-Neuve 博物馆，2009 年
- 路易斯·凡林特：水彩画、素描，比利时当代艺术基金会，布鲁塞尔，2003年
- 追忆路易斯·凡林特，d'Ixelles 博物馆- van Elsene 博物馆，布鲁塞尔，2003年
- 罗伯特·琼斯举办的凡林特专场宣传画展，比利时皇家美术博物馆，布鲁塞尔，1983 年
- 坎普画廊，安特卫普，1982 年
- 阿默利尔画廊，布鲁塞尔，1981 年，1979 年，1977 年
- 教授俱乐部，鲁汶大学，1975 年
- 商贸楼，安特卫普，1975 年
- Zist-Zest 团队举办的向凡林特致敬，艺术宫，沙勒罗瓦，1974 年
- 凯若弗画廊，布鲁塞尔，1973 年
- 彼得·库克画廊，阿尔斯特，1972 年
- 创意廊，特尔特，1972 年
- 凯若弗画廊，布鲁塞尔，1969 年，1967 年
- 布兰维金博物馆，布鲁日，1966 年
- 姆勒姆，奥斯坦德，1965 年
- Le Zodiaque 画廊，布鲁塞尔，1964 年
- APIAW，Liège，1963 年
- des Beaux 艺术宫，布鲁塞尔，1962 年
- des Beaux 艺术博物馆，瓦瓦斯，1962 年
- Géo Michel 画廊，布鲁塞尔，1961 年
- 塞斯提那画廊，圣保罗（保罗·范·赫依德克），1961 年
- 根特文化艺术圈，1959 年
- 艺术宫，布鲁塞尔，1958 年
- 艺术宫，沙勒罗瓦，1958 年
- 比利时国旗第二十八届威尼斯双年展，1956 年
- 阿波罗画廊，布鲁塞尔，1954 年
- de Verneuil 画廊，巴黎（avec Anne Bonnet），1954 年
- Kunsthandel Martinet & Michiels，阿姆斯特丹，1951 年
- 艺术宫，布鲁塞尔，1950 年
- de Verneuil 画廊，巴黎，1950 年
- 阿波罗画廊，布鲁塞尔，1947 年
- 艺术宫，布鲁塞尔，1945 年
- 工作坊画廊，布鲁塞尔，1943 年
- 工作坊画廊，布鲁塞尔，1942 年
- 艺术宫，布鲁塞尔，1942 年

### 集体画展
- 青年艺术，中庭大厅，布鲁塞尔，1938 年。
- 自由之路，de la Toison d'Or 画廊，布鲁塞尔，1940 年。
- 年度贡献沙龙，阿波罗画廊，布鲁塞尔，1941-42-43 年。
- 比利时青年画家，阿波罗画廊，布鲁塞尔，1944 年。
- 比利时青年画家，组合社团，奥斯坦德，1945 年。
- 比利时青年画家，普拉次画廊，海牙，1947 年。
- 比利时青年画家，斯德哥尔摩，1947 年。
- 威尼斯双年展，1948 年。
- 国际水彩画展，第十四届双年展，布鲁克林博物馆，纽约，1948 年。
- Cobra，阿姆斯特丹，1949 年，布鲁塞尔，1950 年，鹿特丹，Liège，1951年，布鲁塞尔，1962 年，沙勒罗瓦，1964 年，鹿特丹，1966 年，布鲁塞尔，1974年，Sint-Niklaas，那慕尔，1975 年，Schelderode，1978 年，deMai 沙龙，巴黎，1953 年，1965 年。
- 第二届国际实验艺术展，美术中心，Liège，1951 年。
- 比利时青年画家，10 年后，阿波罗画廊，1951 年。
- 圣保罗双年展，1951-1953 年。
- 卡内基学院，匹兹堡，1952 年。
- 比利时当代油画，巴塞尔，卑尔根，东京，汉城，1952 年，南非，1953 年，米兰，1954 年，卢森堡，莱顿，1955 年，波兹南，1957 年，布鲁塞尔世界画展，1958 年，慕尼黑，1959 年，阿尔隆，1960 年，纽约，瓦尔达诺，1960 年，芝加哥，特洛德，辛辛那提，1961 年，卡斯特尔，海牙，马德里，华盛顿，维也纳，埃因霍温，1962 年，波鸿，斯图加特，1963 年，里约热内卢，1965年，马德里，1966 年，布加勒斯特，索非亚，布达佩斯，1967 年，佛罗伦萨，1971 年，欧登塞，布达佩斯，布拉格，1973 年，兰斯，1974 年，突尼斯，1975年，纽约，1980 年。
- 古根海姆博物馆，纽约，1954 年。
- 伯特兰，博内，凡林特，布鲁塞尔，1955 年。
- Hedendaagse Belgische en Nederlandse schilderkunst，Den Haag，1956 年。
- 卡内基学院，匹兹堡，1958 年。
- 二十世纪的艺术，沙勒罗瓦艺术宫，1958 年。
- 文献2，文献展，卡塞尔，1959 年。
- 对比，赌场，布兰肯伯格，1960 年。
- 生活艺术，梅赫伦，1960 年。
- 东京双年展，1961 年。
- 论坛62，Sint-Pietersabdij，根特，1962 年。
- Cultureel Centrum de Beyerd，布雷达，1964 年。
- Figuratie-Defiguratie，voor Schone Kunsten 博物馆，根特，1964 年。
- 东京双年展，1965 年。
- Kontrasten 47/67，Koninklijk 的voor Schone Kunsten 博物馆，安特卫普，1968 年。
- 抽象派II，国际艺术画廊，Lasnes，1978 年。
- 六十年代– 比利时艺术，voor Actuele Kunst SMAK 市立博物馆，根特，1979 年。
- 收藏品展示，voor Actuele Kunst SMAK 市立博物馆，根特，1982 年。
- 始于1945 年的比利时自画像，那慕尔，1991 年。
- 1920-1970 年间比利时的抽象派油画， Crédit Communal，布鲁塞尔，1996年。
- La pittura flaminga e olendese， 威尼斯，1997 年。
- Tuinieren na de Oorlog. Deel 1. Witte zaal，根特，1999 年。
- 二十世纪法兰西共同体抽象艺术，Batonical 中心，布鲁塞尔，2003 年。
- Cobra 抽象艺术。La Collection Thomas Neirynck，瓦隆中心– 布鲁塞尔，巴黎，2006 年。
- Geschilderd，Benoot 画廊，奥斯坦德，2007 年。